# ツケアゲエソ
ツケアゲエソ（Saurida cf. undosquamis）は、ヒメ目エソ科マエソ属の硬骨魚。和名は薩摩揚げの鹿児島県での地方名に由来する。インド洋・西太平洋に分布するSaurida undosquamisと同一種とされたが、東アジアの個体群を別種とする説もあり、この説に従うと本種は学名未決定種となる。

## 分布
広義のS. undosquamisの分布はペルシャ湾、チャゴス諸島、アンダマン海から台湾、東南アジア、パプアニューギニア、オーストラリア（西オーストラリア州フリーマントルからグレートバリアリーフまで）にかけてのインド洋・西太平洋。
このうちツケアゲエソSaurida cf. undosquamisとされる個体群は日本と台湾に分布する。2020年に出版された『タクサ』誌によると鹿児島県の本土と種子島が広義のS. undosquamisの分布域に加わった。当時、鹿児島大学大学院水産学研究科修士課程在学中の中村潤平は、2018年8月に南さつま市笠沙において採集された個体を文献に基づき分析したところ、形態的特徴により本種であると同定した。2021年に宮崎県、2022年に三重県、和歌山県、甑島列島、奄美大島、沖縄諸島、2023年に愛知県、高知県、屋久島沖、宮古島沖での分布が報告されている。

## 形態
体長40センチメートル、マエソ属のなかでは大型の種類。
頭部と体側上部は黄金色、体側下部から腹部にかけては白色または淡い黄色。胸鰭は黄褐色。背鰭の各軟条は淡色で鰭膜は白色。腹鰭と臀鰭は白色。脂鰭は縁辺が褐色で中央部は白色。尾鰭は淡い黄色、後縁は褐色。尾鰭上縁に4–12個の暗色の点が並ぶ。側線上に褐色の斑が並ぶ。側線鱗数は53–55枚。体側鱗は剥がれにくい。脊椎骨数は50–51個。 

## 分類
従来マエソS. macrolepis・クロエソS. umeyoshii・ドロゾメエソS. fortisなどと混同されたり、日本国内には生息しないとも考えられてきたが、2018年に採集された個体がS. undosquamisと同定され、2020年、鹿児島県産の標本に対してツケアゲエソの標準和名が提唱された。一方でオーストラリア北西部を模式産地とするS. undosquamisと東アジアの個体群が遺伝的に異なることから別種とする説もあり、日本産を含む後者に対して2022年にSaurida cf. undosquamisという仮の学名が与えられている。

## 生態
水深15–40メートルに生息（鹿児島県本土と種子島）するとされている。一方でこの記録は浅い水深に置かれた定置網によるものであり、2022年の論文では80メートル以深の深海からの採集例が報告され、より深い水深にも生息する可能性が指摘されている。

## 人との関わり
エソ属は鹿児島県の郷土料理である「つけあげ（さつま揚げ）」の原料としても利用されているが、本種もマエソやクロエソと同程度の漁獲量を誇ることから、区別されずにつけあげの原料として使用されてきたと考えられる。新たに提唱された標準和名「ツケアゲエソ」は、黄金色の体色が「つけあげ」を彷彿させることに由来する。